# Морін Конноллі
Морін Кетрін Конноллі, у шлюбі Конноллі-Брінкер (англ. Maureen Catherine Connolly-Brinker) — американська тенісистка, перша з тенісисток, якій підкорився Великий шолом. За свою коротку кар'єру Конноллі виграла 9 одиночних мейджорів, два парних і один у міксті. Ще в 11 років її почали називати маленька Мо, порівнюючи завдяки силі й точності ударів із лінкором USS Missouri (BB-63), Великим Мо.
Тенісистка завершила виступи у віці 19 років після травми, якої зазнала під час верхової їзди. Померла Конноллі в 34 роки від раку яєчника. У 1968-му її ввели до Міжнародної тенісної зали слави.

## Фінали турнірів Великого шолома

### Одиночний розряд: 9 титулів
| Результат | Рік  | Турнір               | Поверхня | Супротивниці   | Рахунок       | Ref   |
| --------- | ---- | -------------------- | -------- | -------------- | ------------- | ----- |
| Перемога  | 1951 | Чемпіонат США        | Трава    | Шерлі Фрай     | 6–3, 1–6, 6–4 | [ 6 ] |
| Перемога  | 1952 | Wimbledon            | Трава    | Луїз Браф      | 6–4, 6–3      | [ 7 ] |
| Перемога  | 1952 | Чемпіонат США (2)    | Трава    | Доріс Гарт     | 6–3, 7–5      | [ 6 ] |
| Перемога  | 1953 | Чемпіонат Австралії  | Трава    | Джулія Семпсон | 6–3, 6–2      | [ 8 ] |
| Перемога  | 1953 | Чемпіонат Франції    | Ґрунт    | Доріс Гарт     | 6–2, 6–4      | [ 9 ] |
| Перемога  | 1953 | Wimbledon (2)        | Трава    | Доріс Гарт     | 8–6, 7–5      | [ 7 ] |
| Перемога  | 1953 | Чемпіонат США (3)    | Трава    | Доріс Гарт     | 6–2, 6–4      | [ 6 ] |
| Перемога  | 1954 | Чемпіонат Франції(2) | Ґрунт    | Жінетт Букай   | 6–4, 6–1      | [ 9 ] |
| Перемога  | 1954 | Wimbledon (3)        | Трава    | Луїз Браф      | 6–2, 7–5      | [ 7 ] |

### Пари: 6 (2 титули)
| Результат | Рік  | Турнір              | Поверхня | Партнерка        | Супротивниці                    | Рахунок       | Ref    |
| --------- | ---- | ------------------- | -------- | ---------------- | ------------------------------- | ------------- | ------ |
| Поразка   | 1952 | Wimbledon           | Трава    | Луїз Браф        | Доріс Гарт Шерлі Фрай           | 6–8, 3–6      | [ 7 ]  |
| Поразка   | 1952 | Чемпіонат США       | Трава    | Луїз Браф        | Доріс Гарт Шерлі Фрай           | 8–10, 4–6     | [ 10 ] |
| Перемога  | 1953 | Чемпіонат Австралії | Трава    | Джулія Семпсон   | Берил Пенроуз Мері Бевіс Гоутон | 6–4, 6–2      | [ 11 ] |
| Поразка   | 1953 | Чемпіонат Франції   | Ґрунт    | Джулія Семпсон   | Доріс Гарт Шерлі Фрай           | 4–6, 3–6      |        |
| Поразка   | 1953 | Wimbledon           | Трава    | Джулія Семпсон   | Доріс Гарт Шерлі Фрай           | 0–6, 0–6      | [ 7 ]  |
| Перемога  | 1954 | Чемпіонат Франції   | Ґрунт    | Нелл Голл Гопман | Мод Гальтьєр Сюзанн Шмітт       | 7–5, 4–6, 6–0 |        |

### Мікст: 3 (1 титул)
| Результат | Рік  | Турнір              | Поверхня | Партнер             | Супротивники                | Рахунок       | Ref    |
| --------- | ---- | ------------------- | -------- | ------------------- | --------------------------- | ------------- | ------ |
| Поразка   | 1953 | Чемпіонат Австралії | Трава    | Гамільтон Річардсон | Джулія Семпсон Рекс Гартвіг | 4–6, 3–6      | [ 12 ] |
| Поразка   | 1953 | Чемпіонат Франції   | Ґрунт    | Мервін Роуз         | Доріс Гарт Вік Сейшус       | 6–4, 4–6, 0–6 |        |
| Перемога  | 1954 | Чемпіонат Франції   | Ґрунт    | Лью Гоуд            | Жаклін Паторні Рекс Гартвіг | 6–4, 6–3      |        |